# Silphium (gènere)
|  | Per a altres significats, vegeu «Silphium». |

Silphium és un gènere de plantes amb flors dins la família asteràcia. Té unes 20 espècies originàries de l'est d'Amèrica del Nord. En anglès els membres d'aquest gènere es coneixen sota el nom de Rosinweeds, són plantes herbàcies i perennes que fan 0,5–4 m alt, amb els capítols florals grocs i rarament blancs. El nom del gènere prové de l'espècia antiga silphium.

## Taxonomia
- Silphium albiflorum A.Gray – White Rosinweed
- Silphium asteriscus L. – Starry Rosinweed
- Silphium brachiatum Gatt. – Cumberland Rosinweed
- Silphium compositum Michx. – Kidneyleaf Rosinweed
- Silphium glutinosum J.R.Allison – Sticky Rosinweed
- Silphium integrifolium Michx. – Wholeleaf Rosinweed
- Silphium laciniatum L. – Compassplant
- Silphium mohrii Small – Mohr's Rosinweed
- Silphium perfoliatum L. – Cup Plant
- Silphium perplexum J.R.Allison – Old Cahaba Rosinweed
- Silphium radula Nutt. – Roughstem Rosinweed
  - Silphium radula var. gracile (A.Gray) J.A.Clevinger – Slender Rosinweed
- Silphium reverchonii Bush – Reverchon's Rosinweed
- Silphium scaberrimum Ell. – Roughleaf Rosinweed
- Silphium simpsonii Greene – Simpson's Rosinweed
- Silphium terebinthinaceum Jacq. – Prairie Rosinweed, Prairie Dock
  - Silphium terebinthinaceum var. pinnatifidum (Elliott) A.Gray – Tansy Rosinweed
- Silphium trifoliatum L. – Whorled Rosinweed
- Silphium wasiotense M.Medley – Appalachian Rosinweed

Sources: FNA, IPNI, NRCS, GRIN, ITIS, UniProt

### Anteriorment ubicades dins aquest gènere
- Berlandiera × betonicifolia (Hook.) Small (com S. mollissima D.Don ex Hook. & Arn.)
- Berlandiera pumila (Michx.) Nutt. (com S. pumilum Michx.)
- Engelmannia peristenia (Raf.) Goodman & C.A.Lawson (com S. peristenium Raf.)
- Sphagneticola trilobata (L.) Pruski (com S. trilobatum L.)[5]

## Galeria d'imatges

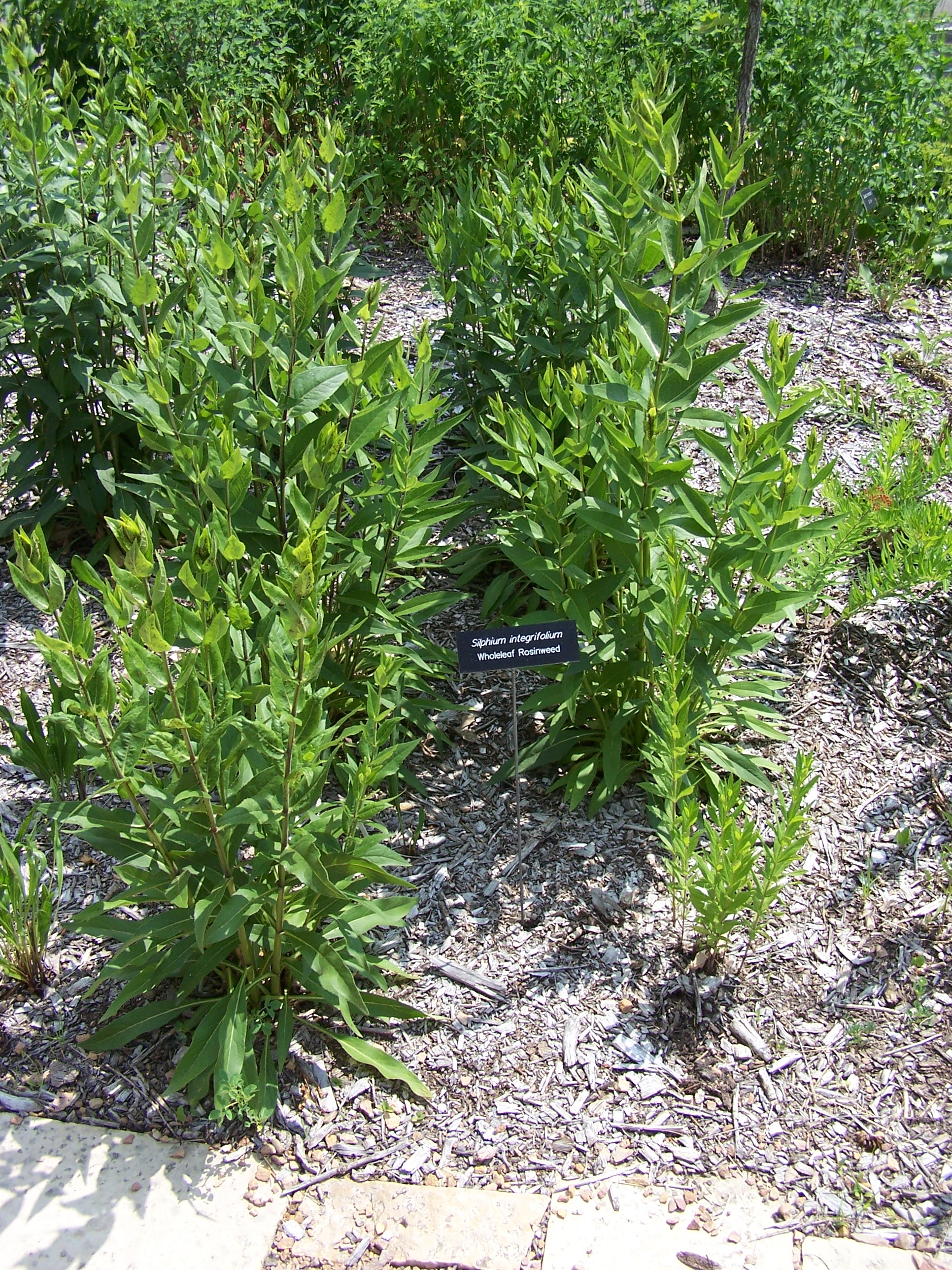
Silphium integrifolium
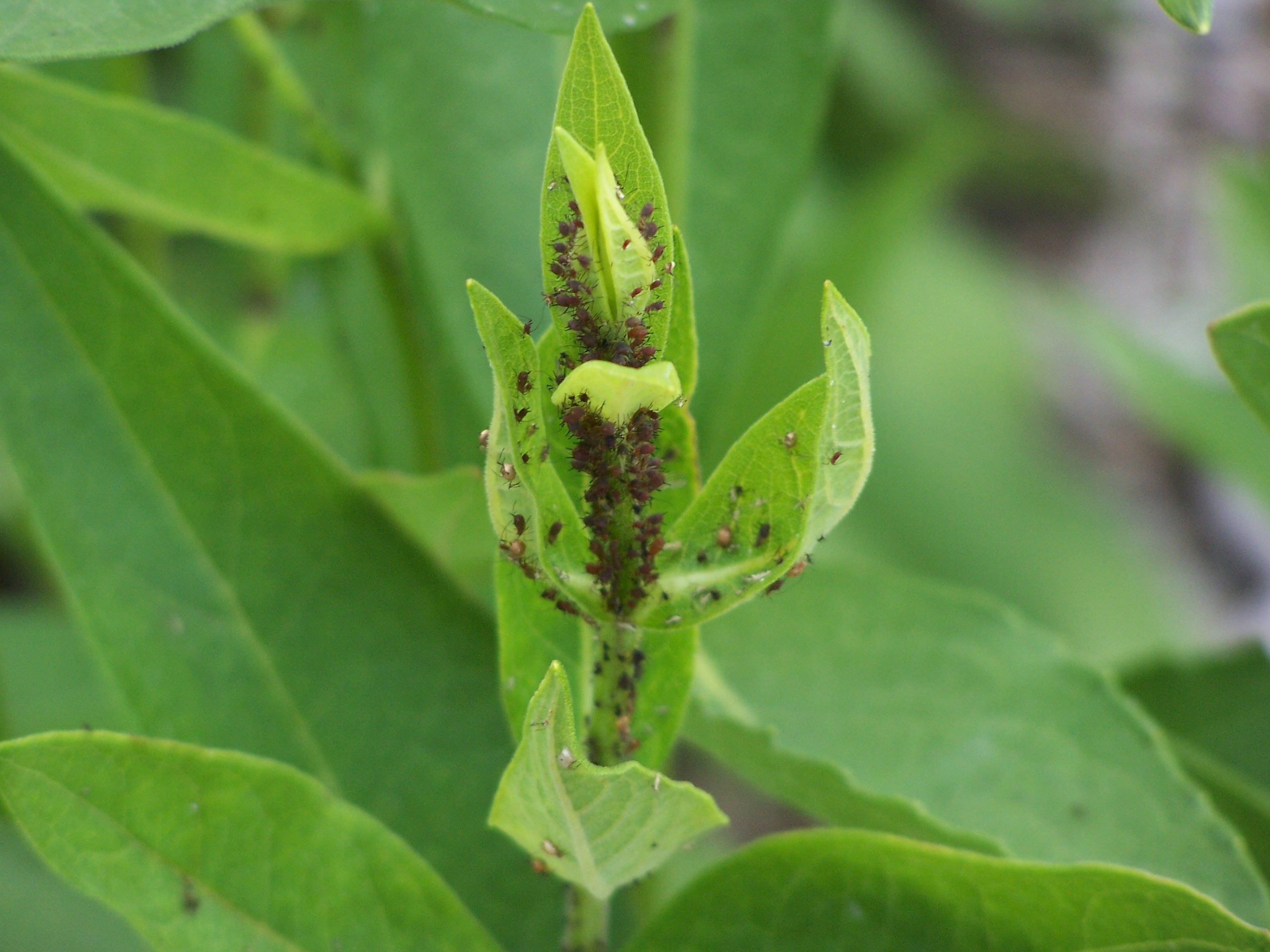
Insectes a S. integrifolium